# Долорес Арсенова
Долорес Борисова Арсенова е български политик, един от лидерите на Националното движение Симеон Втори.
През 1990 г. завършва педагогика в Софийския университет „Св. Климент Охридски“, а през 1995 – право в Университета за национално и световно стопанство.
На 24 юли 2001 г. става министър на околната среда и водите в правителството на Симеон Сакскобургготски.
Тя е едно от лицата, привлекли вниманието на данъчните служби и журналистите в репортаж на Нова телевизия „Данъчни връхлетяха богаташите от въздуха“, излъчен на 10 октомври 2010 г.
Няколко месеца по-рано бТВ в предаването „Тази сутрин" сигнализира, че фирмата на мъжа на Долорес Арсенова продава лекарства за онкоболни на държавата с надценка от 300% спрямо пазарните цени..
През 2012 година служители на Регионалната инспекция по околната среда и водите в Бургас налагат санкция на Долорес Арсенова относно семейната вила в Защитена местност Колокита край гр. Созопол, за доказано незаконно строителство в защитена територия..